# Failures for Gods
Failures for Gods är det amerikanska death metal-bandet Immolations tredje studioalbum, släppt maj 1999 av skivbolaget Metal Blade Records.

## Låtförteckning
1. "Once Ordained" – 5:21
2. "No Jesus, No Beast" – 4:41
3. "Failures for Gods" – 6:25
4. "Unsaved" – 4:36
5. "God Made Filth" – 3:57
6. "Stench of High Heaven" – 4:23
7. "Your Angel Died" – 5:25
8. "The Devil I Know" – 5:24

- Text och musik: Immolation

## Medverkande
Musiker (Immolation-medlemmar)
- Ross Dolan – sång, basgitarr
- Robert Vigna – gitarr
- Tom Wilkinson – gitarr
- Alex Hernandez – trummor

Produktion
- Paul Orofino – producent, ljudtekniker, ljudmix
- Brad Vance – mastering
- Brian J Ames – omslagsdesign
- Andreas Marschall – omslagskonst
- John Vigna – omslagskonst
- Jeff Wolfe – foto